# Cemitério da Ordem Terceira do Carmo (Rio de Janeiro)
Vista do cemitério
O Cemitério da Venerável e Arquiepiscopal Ordem Terceira de Nossa Senhora do Monte do Carmo é uma necrópole localizada no bairro do Caju, na cidade do Rio de Janeiro. 

## História
Quando foram proibidos os sepultamentos na igrejas, pela lei de 21 de março de 1850, os membros da Ordem do Carmo passaram a ser sepultados em um cemitério provisório, mandado preparar no então Campo Santo da Misericórdia, no bairro do Caju.
Em 1857 foi feita uma subscrição entre os irmãos que atingiu a quantia de 26:100$000 (vinte e seis contos e cem mil réis) e foi adquirido um terreno de 110 metros de frente por 191,40 metros de fundos, que pertencia à Santa Casa de Misericórdia. Em 11 de março de 1859 procedeu-se a bênção do terreno para as obras. Outras subscrições foram feitas para a construção da capela e os sepultamentos dos cadáveres começaram em 27 de junho de 1869, sendo prior da Ordem o comendador Francisco José de Melo e Sousa.
Em 1862, o então prior, comendador Manuel Antônio Airosa adquiriu um terreno vizinho, completando a área total do cemitério em 668.720 metros quadrados. Quando da abertura da Avenida Brasil, o cemitério teve uma parte de seu terreno desapropriada. 
Possuí diversas sepulturas consideradas artísticas e ricas capelas. Logo junto da entrada principal estão os mausoléus do Barão de São Gonçalo (hoje em ruínas) e da família do Barão do Amparo. Diversos outros titulares e personalidades do Império ali foram sepultados.
Em fins do século XX foi construído na parte de trás da capela o primeiro cemitério vertical do Rio de Janeiro, o Memorial do Carmo.

## Sepultados Ilustres

### Personalidades antigas

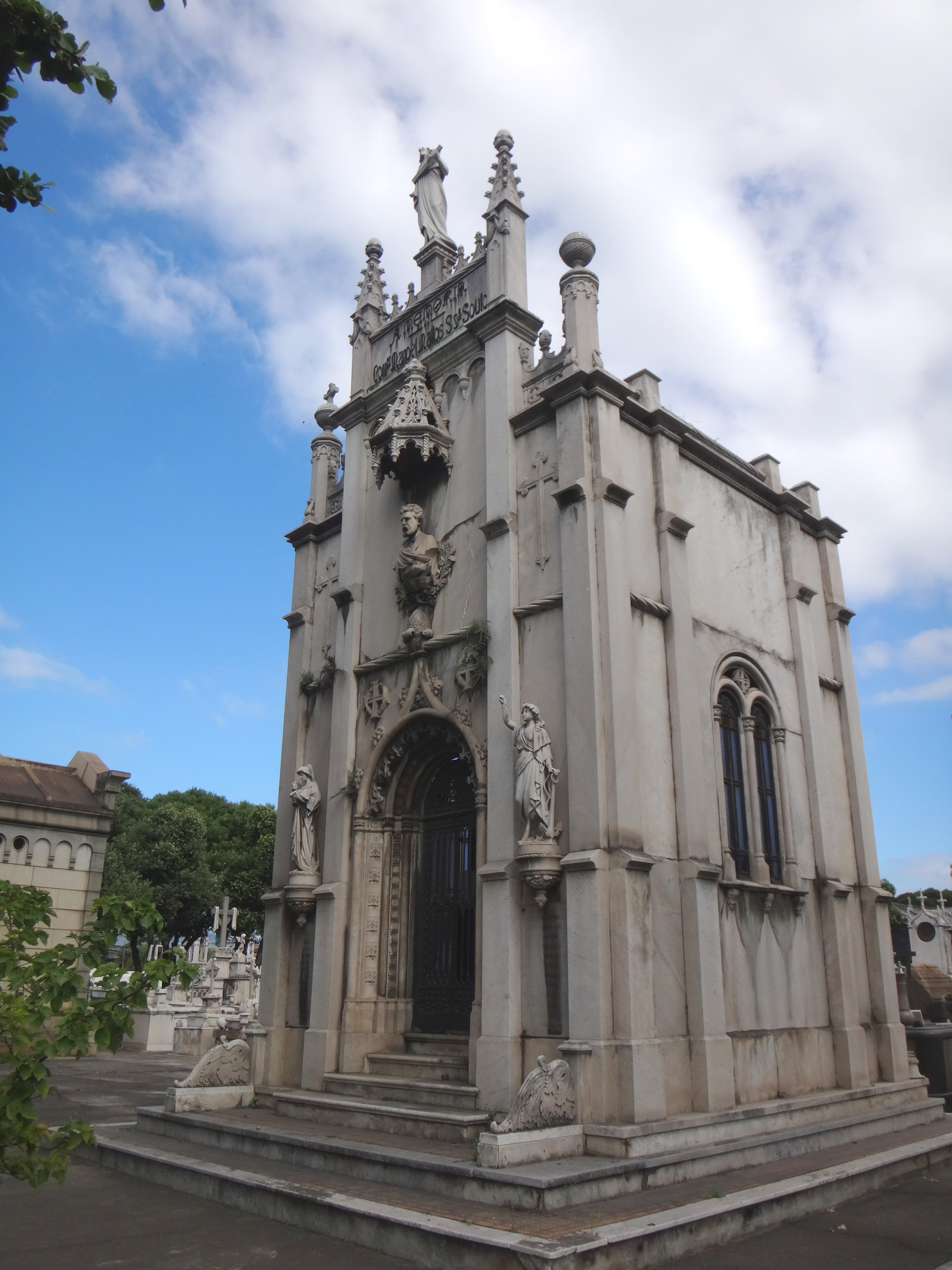
Mausoléu em estilo neomanuelino de Manuel Matos Souto

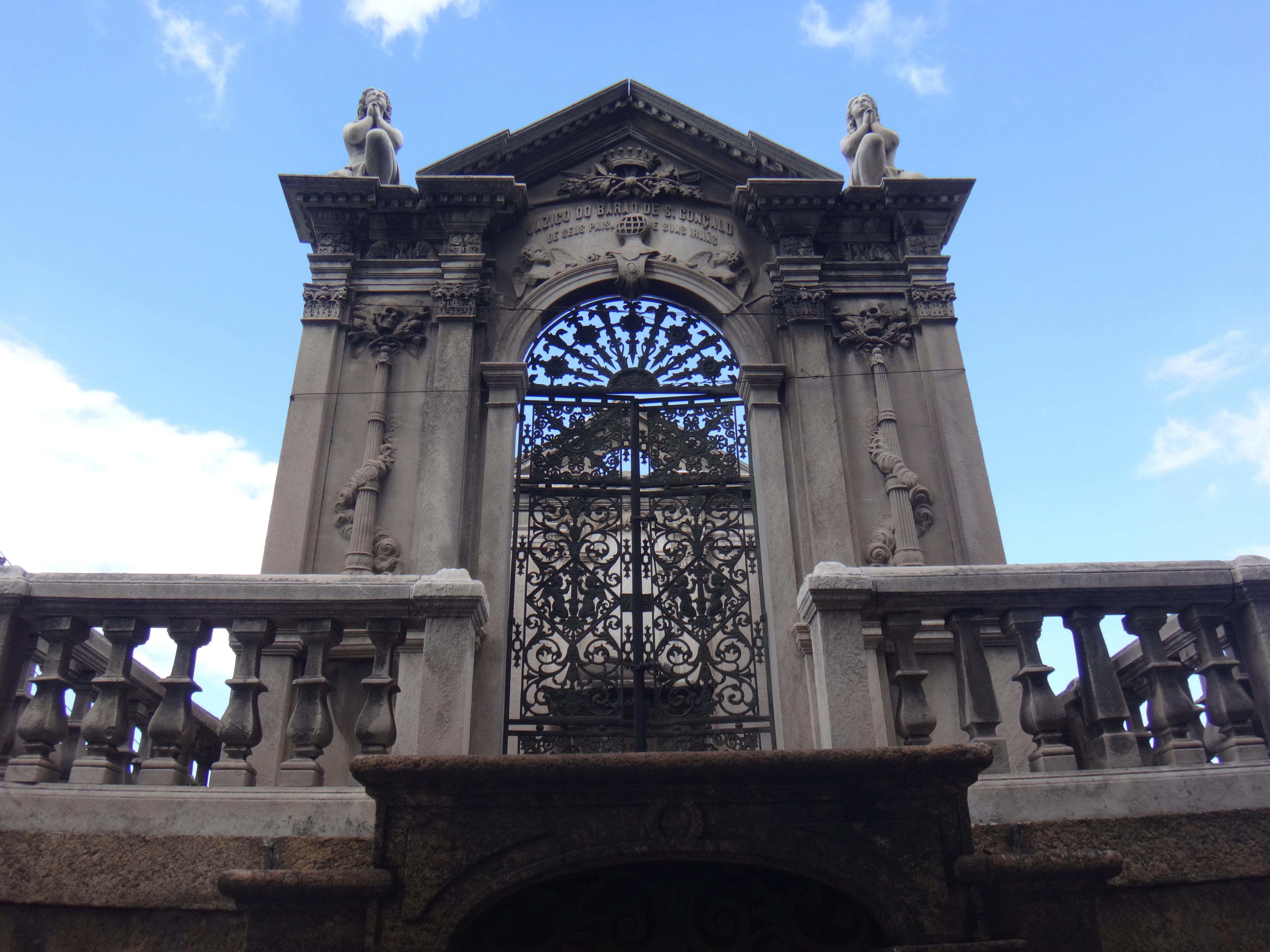
Ruínas do mausoléu do Barão de São Gonçalo

- Manuel do Nascimento Castro e Silva (1788-1846)
- Antônio José da Veiga (1793-1876) ex-ministro do Supremo Tribunal Federal
- Manuel Machado Nunes (1799-1876)
- Belarmino Ricardo de Siqueira, Barão de São Gonçalo (1791-1873)
- Manuel Antônio da Fonseca Costa, Marquês da Gávea (1803-1890)
- João Pereira Darrigue de Faro, Visconde do Rio Bonito (1803-1856)
- Francisco Baltasar da Silveira (1807-1887)
- Olegário Herculano de Aquino e Castro (1828-1906)
- Luís de Sousa Breves, Barão de Guararema (1828-1910)
- Rodolfo Epifânio de Sousa Dantas (1855-1901)
- Manuel Matos de Sousa Souto (m. 1908)
- José Vieira Goulart (1864-1957)
- Barões do Amparo
- Maria Jacinta Barbosa, Baronesa de Meneses
- Dom Antônio de Castro Mayer (1904-1991)

### Personalidades recentes
- Elizeth Cardoso
- Eva Todor
- Jorge Dória
- José Wilker
- Mara Manzan
- Márcio Vip Antonucci
- Nelson Xavier
- Pedro de Lara
- Claudinho
- Ludmila Ferber[1]